# Winters (Texas)
Winters è una città della contea di Runnels, nello Stato del Texas, negli Stati Uniti. Secondo il censimento del 2020, possedeva una popolazione di 2 345 abitanti.

## Geografia fisica
Secondo l'Ufficio del censimento degli Stati Uniti, ha una superficie totale di 2,94 mi² (7,61 km²).

## Storia
Nel 1880, le famiglie di C. N. Curry e C. E. Bell si stabilirono in un'area chiamata Bluff Creek Valley, un miglio a sud-est dove oggi sorge la città. Jack Mackey, un cowboy, suggerì di chiamare la città così in onore di John N. Winters, un allevatore locale e agente immobiliare. Un ufficio postale è stato aperto nel 1891. Nel 1909, la linea ferroviaria dell'Abilene and Southern Railway era stata estesa a Winters da Abilene. La città è stata riconosciuta nel 1909.

## Società

### Evoluzione demografica
Secondo il censimento del 2020, la popolazione era di 2 345 abitanti. Al precedente censimento, quello del 2010, la popolazione era di 2 562 abitanti.

### Etnie e minoranze straniere
Secondo il censimento del 2020, la composizione etnica della città era formata dal 48,36% di bianchi, l'1,75% di afroamericani, lo 0,3% di nativi americani, lo 0,13% di asiatici, lo 0,04% di oceaniani, lo 0,09% di altre etnie e il 2,69% di due o più etnie. Ispanici o latinos di qualunque etnia erano il 46,65% della popolazione.